# Albert Benjamin Cunningham
Pour les articles homonymes, voir Cunningham.
Albert Benjamin Cunningham ou A. B. Cunningham, né le 22 juin 1888 à Linden (en) en Virginie-Occidentale et mort le 24 septembre 1962 à Lubbock au Texas, est un écrivain américain, auteur de roman policier.

## Biographie
Albert Benjamin Cunningham naît en 1888 à Linden (en) dans l'État de la Virginie-Occidentale. Après un bref passage dans l'armée américaine, il s'inscrit au Muskingum College de New Concord dont il sort diplômé en 1913. En 1915, il obtient une licence en droit de l'université Drew (en) de Madison. Il s'inscrit ensuite à l'université de New York qu'il quitte avec une maîtrise en 1916. Il obtient un doctorat en littérature à l'université de Lebanon (en) en 1917. Il publie la même année son premier roman,  The Manse at Barren Rocks.
Il travaille par la suite comme professeur d'anglais. Il enseigne notamment à l'université d'État de Washington et à l'université de Pennsylvanie de Shippensburg. Il retourne ensuite à l'université de New York, où il obtient en 1929 un doctorat en sociologie et en psychologie. La même année, il rejoint l'université Texas Tech, où il termine sa carrière en 1945.
Au cours de sa carrière de romancier, il écrit sous son nom et sous les pseudonymes de Garth Hale et Estil Dale. Il publie notamment sous son nom une série policière consacré aux enquêtes du shérif Jess Roden, dont la majorité des aventures se déroule dans la région rurale de Deer Lick, dans le Kentucky.
Il décède à Lubbock en 1962.

## Œuvre

### Sous le nom d'A. B. Cunningham
- The Manse at Barren Rocks (1917)
- The Chronicle of an Old Town (1919)
- Old Black Bass (1922)
- Animal Tales of the Rockies (1925)
- Murder at Deer Lick (1939)
- Murder at the Schoolhouse (1940)
- The Strange Death of Manny Square (1941)
- The Bancock Murder Case (1942)
- Death at The Bottoms (1942)
- The Affair of the Boat Landing (1943)
- The Great Yant Mystery (1943)
- Death Visits the Apple Hole (1945)
- Murder Before Midnight (1945)
- The Cane-Patch Mystery (1946)
- Death of a Bullionaire (1946)
- Death Rides a Sorrel Horse (1946) Publié en français sous le titre La mort chevauche un alezan, traduction de Monique d'Halluin, Paris, Éditions Boursiac, coll. « Crimes et alibis », 1947
- One Man Must Die (1946)
- Death Haunts the Dark Lane (1948)
- The Death of a Wordly Woman (1948)
- Murder Without Weapons (1949)
- The Hunter Is the Hunted (ou Blood Runs Cold) (1950)
- The Killer Watches the Manhunt (1950)
- Skeleton in the Closet (1951)
- Who Killed Pretty Becky Low? (1951)
- Strange Return (1952)

### Sous le pseudonyme de Garth Hale
- Straight is the Gate (1946) Publié en français sous le titre Léona, traduction de Gabrielle Gomel, Paris, Éditions Julliard, coll. « Capricorne », 1949
- This Pounding Wheel (1947)
- The Victory of Paul Kent (1948)
- After the Storm (1949)
- Substance of a Dream (1950)
- One Big Family (1950)
- Legacy for our Sons (1950)
- The Everlasting Arms (1953)

### Sous le pseudonyme de Estil Dale
- The Last Survivor (1952)

## Source
- (en) T. J. Carty (dir.), A Dictionary of Literary Pseudonyms in the English Language, Londres, Routledge, 2015, 860 p..
- (en) Algernon D. Thompson et Lawrence Sidney Thompson, The Kentucky Novel, Lexington, University of Kentucky Press, 1953, 172 p..